# Polyplectropus manasse
Polyplectropus manasse är en nattsländeart som beskrevs av Malicky och Chantaramongkol 1993. Polyplectropus manasse ingår i släktet Polyplectropus och familjen fångstnätnattsländor. Inga underarter finns listade i Catalogue of Life.